# In the Spirit of Things
Albums de Kansas
Power
(1986) Freaks of Nature
(1995)
In the Spirits of Things est le onzième album studio du groupe américain Kansas sorti en octobre 1988.

## Titres
1. Ghosts (Bob Ezrin, Steve Morse, Steve Walsh) – 4:18
2. One Big Sky (Phil Ehart, M. Ehmig, Ezrin, H. Kleinfeld, Walsh) – 5:17
3. Inside of Me (Morse, Walsh) – 4:42
4. One Man, One Heart (Dann Huff, Mark Spiro) – 4:20
5. House on Fire (Ehart, Ezrin, Morse, Walsh) – 4:42
6. Once in a Lifetime (Antonina Armato, Albert Hammond, Dennis Morgan) – 4:14
7. Stand Beside Me (Bruce Gaitsch, Marc Jordan) – 3:28
8. I Counted on Love (Morse, Walsh) – 3:33
9. The Preacher (Morse, Walsh) – 4:18
10. Rainmaker (Ezrin, Morse, Walsh) – 6:44
11. T.O. Witcher – 1:39
12. Bells of Saint James (Morse, Walsh) – 5:39

## Personnel
- Steve Walsh - claviers, chant
- Steve Morse - guitares
- Rich Williams - guitares
- Billy Greer - basse, chœurs
- Phil Ehart - batterie, percussions

## Personnel additionnel
- Greg Robert - programmation des claviers
- Christopher Yavelow - designer des sonorités du Kurzweil
- Ricky Keller - programmation des percussions sur 2, programmation des claviers sur 4
- Steve Croes - Synclavier
- Terry Brock - chœurs sur 4
- John Pierce - basse fretless sur 7
- Bob Ezrin - batterie, percussions, chœurs
- Rev. James Cleveland & Southern California Community Choir - chœurs sur 2, 9 & 10